# Адам Девайн
Адам Гарі Девайн (англ. Adam Gary Devine, нар. 25 березня 2003, Глазго) — шотландський футболіст, правий захисник «Рейнджерса».

## Клубна кар'єра
Адам Девайн є вихованцем «Рейнджерса». У вересні 2020 року підписав свій перший професійний контракт з клубом. Для отримання ігрової практики 6 березня 2021 року Девайн приєднався до шотландського клубу другого дивізіону «Партік Тісл» на правах оренди на решту сезону 2020/21. У складі клубу, який також базується в Глазго, він потрапив до заявки команди на матч лише один раз і не зіграв жодної хвилини, тому оренду припинили того ж місяця. Натомість 23 березня Девайн перейшов до клубу четвертого дивізіону «Бріхін Сіті». Він провів за клуб одинадцять ігор Другої ліги.
Після повернення до Глазго Девайн був одним із п'яти молодих гравців, які підписали нові контракти з «Рейнджерс» 8 червня 2021 року разом із Коннором Алланом, Роббі Фрейзером, Алексом Лоурі та Роббі Юром. У сезоні 2021/22 він грав переважно за резервну команду «Рейнджерса», яка змагалася у футбольній лізі Лоуленд.
Девайн дебютував за першу команду «Рейнджерс» 8 травня 2022 року, коли він вийшов на заміну замість Джеймса Таверньєра в грі Прем'єршипу Шотландії в переможному матчі проти «Данді Юнайтед» (2:0). Через тиждень тренера Джованні ван Бронкгорста випустив Адама в останньому турі сезону проти «Гарт оф Мідлотіана».
Так і не ставши основним гравцем, на початку 2024 року був відданий в оренду клубу «Мотервелл», де виступав до кінця сезону.

## Виступи за збірну
2018 року Адам Девайн дебютував у юнацькій збірній Шотландії до 16 років проти однолітків з Англії. З 2019 по 2020 рік він зіграв за збірну до 17 років у шести міжнародних матчах, а з 2021 року захисник виступав у збірній до 19 років.
З 2022 року Девайн став виступати за молодіжну збірну Шотландії.